# Alanis (film)
Alanis è un film del 2017 diretto da Anahí Berneri.